# Guillaume de Salluste Du Bartas
Guillaume de Salluste Du Bartas (Monfort, 1544 – Mauvezin, luglio 1590) è stato un poeta francese di religione ugonotta nella corte di Enrico III di Navarra e Margherita di Valois.

## Biografia
Discendente da una famiglia fresca di titoli nobiliari, studiò legge ma già nell'Accademia di Nérac dimostrò il suo talento poetico. Visse nella corte di Enrico IV di Navarra, dal quale fu inviato in numerose spedizioni diplomatiche in Gran Bretagna e in Danimarca.
Du Bartas rappresentò uno dei momenti migliori della poesia barocca francese e raggiunse la notorietà come autore del poema epico: La Sepmaine; ou, Creation du monde (1578). Era un lavoro incentrato sulla creazione del mondo e sulla storia dell'uomo, caratterizzato da un'impronta moraleggiante, dal tentativo di racchiudere nell'opera le conoscenze scientifiche raggiunte sino a quel momento, dalla profusione di neologismi.
Fu un grande successo tanto da venir tradotto in molte lingue, incluso l'inglese, dando la base per il Paradiso perduto di John Milton. Seguì La Seconde Sepmaine (1584) che rimase incompiuta a causa della morte dell'autore dovuta a malattia.